# Igor Divković
Igor Divković (Tuzla, 8. studenoga 1957.), hrvatski književnik iz Bosne i Hercegovine. Piše isključivo poeziju. Zastupljen je u više zbornika – izbora autorske lirike. Završio Filozofski fakultet u Zagrebu.

## Djela
Objavio je do danas dvanaest autorskih, pjesničko – lirskih zbirki:
- Žvaka, CIP Zagreb, 1989.
- U magli aerodrom, Veselin Masleša Sarajevo, 1990.
- Alan I, Zrinski Čakovec, 1992.
- Letjeti, HKD. Napredak Tuzla – Matica Hrvatska Zagreb, 1999.
- Tinja, Bosanska riječ Tuzla, 2003.
- Životom vode, Bosanska riječ Tuzla, 2007.
- Faraon Salinesa, Bosanska riječ Tuzla, 2008.
- Đe.si@ba.bih, Bosanska riječ Tuzla, 2010.
- Relativno apsolutno, Bosanska riječ Tuzla, 2012.
- Latino bizantino, Bosanska riječ Tuzla, 2015.
- Vedrana se oblači, Bosanska riječ Tuzla, 2017.
- Libero libar lira, Nova poetika Beograd, 2023.

## Nagrade
- Književna nagrada fra Martin Nedić za 2013. za autorsku knjigu – Relativno apsolutno[1][2]
- Dobitnik nagrade – Pisac godine, od izdavačke kuće „Bosanska riječ“ Tuzla-Wuppertal, za knjigu Latino bizantino.[3]
- Dobitnik višestrukih književnih nagrada, diploma, priznanja i zahvalnica u regiji[4]